# Kevin Can F**k Himself
Kevin Can F**k Himself è una serie televisiva del 2021 ideata da Valerie Armstrong.
Il titolo è ispirato a quello della serie della CBS Kevin Can Wait, che era diventato oggetto di scherno online dopo che il personaggio della moglie del protagonista era stato eliminato sbrigativamente nella seconda stagione. Kevin Can F**k Himself esplora le implicazioni dei ruoli di genere nelle sitcom americane.

## Trama
Il suo decimo anniversario di matrimonio spinge Allison McRoberts a riconsiderare il proprio rapporto con il marito Kevin, un trentacinquenne infantile, egocentrico e incapace di assumersi le proprie responsabilità. Per dare una svolta alla propria vita, Allison decide di uccidere il marito.

## Episodi
| Stagione         | Episodi | Pubblicazione USA | Prima TV Italia |
| ---------------- | ------- | ----------------- | --------------- |
| Prima stagione   | 8       | 2021              | 2021            |
| Seconda stagione | 8       | 2022              | inedita         |

## Personaggi e interpreti

### Personaggi principali
- Allison Devine-McRoberts, interpretata da Annie Murphy: trentacinquenne moglie di Kevin, intenta a riprendersi il controllo della propria vita.
- Kevin McRoberts, interpretato da Eric Petersen: il marito puerile e irritante di Allison.
- Patricia "Patty" Deirdre O'Connor, interpretata da Mary Hollis Inboden: la vicina dei McRoberts, parrucchiera e spacciatrice.
- Neil O'Connor, interpretato da Alex Bonifer: grande amico di Kevin e fratello di Patty.
- Peter McRoberts, interpretato da Brian Howe: padre di Kevin.

- Sam, interpretato da Raymond Lee: amico di lunga data di Allison, appena ritornato in città

### Personaggi secondari
- Jenn, interpretata da Meghan Leathers.
- Detective Tammy Ridgeway, interpretata da Candice Coke.
- Kurt, interpretato da Sean Clements.
- Nick, interpretato da Robin Lord Taylor.

## Produzione
Nel novembre del 2019 l'AMC commissionò la serie a Valerie Armstrong. Nel febbraio del 2020 fu annunciato che Annie Murphy avrebbe interpretato la protagonista della serie, mentre il mese successivo si unirono al cast Eric Petersen, Mary Hollis Inboden e Alex Bonifer.

## Accoglienza

### Critica
Kevin Can F**k Himself è stato accolto positivamente da parte della critica. Sull'aggregatore di recensioni Rotten Tomatoes, la serie ottiene l'82% delle recensioni professionali positive, con un voto medio di 6,86 su 10 basato su 62 recensioni; mentre su Metacritic ha un punteggio di 65 su 100 basato su 28 recensioni.